# Kotoko
Kotoko (Sapporo, 19 gennaio 1980) è una cantante giapponese.
Ha iniziato la sua carriera di cantante nel 2000 come membro di I've Sound, e successivamente nel 2004 ha stretto un contratto con Rondorobe sotto Geneon Entertainment, durato fino al 2010. In quest'anno Kotoko lascia I've Sound e Geneon per stringere poi l'anno seguente un contratto con la Warner Home Video, tuttora attivo. Lei compone e scrive testi (per sé stessa oltre per i membri di I've Sound quando ne era membro) per numerose altre collezioni di brani. Ha contribuito alla creazione di numerosi brani per diversi anime e videogiochi, tra cui Onegai Teacher, Maria-sama ga Miteru, Natsuiro no Sunadokei, Hayate the Combat Butler, Kannazuki no Miko, Shakugan no Shana, BlazBlue: Calamity Trigger e Accel World, oltre a molti altri.

## Biografia
Kotoko nacque a Sapporo, Giappone il 19 gennaio. Dalla scuola elementare lei credeva che la sua carriera sarebbe stata influenzata dalla sua voce e provò a migliorare partecipando a tutte le audizioni a cui poteva accedere. In aggiunta alla regolare educazione partecipò a dei corsi presso la scuola di musica Haura dove perfezionò il suo talento musicale.
Kotoko divenne una cantante di professione nel 2000. La sua prima successiva audizione fu con I've Sound, una squadra di produttori che utilizzano il talento di varie voci femminili per le loro produzioni volte a fare da colonna sonora per molti videogiochi simulatori di appuntamenti ed eroge. Da allora Kotoko ha eseguito sigle di apertura e chiusura per alcuni anime e ha guadagnato un importante riconoscimento dall'uscita dei suoi due album relativi ad I've Sound. Il suo secondo album, Garasu no Kaze, uscito nel giugno 2005 è stato elogiato in diverse comunità online. Il 13 ottobre 2005, ha pubblicato il suo quarto maxi singolo, che utilizza un brano estratto dal suo album Garasu no Kaze, 421: A Will e la sua traccia B Shuusou (秋爽? lett. La brezza autunnale rinfrescante), che è presente nel suo terzo album, Uzu-Maki.
Sebbene non riportato sul suo sito ufficiale di Geneon, Kotoko ha attualmente pubblicato cinque album. Il suo primo album fu Sora o Tobetara, che è uscito nel 2000. Molte delle tracce di questo album furono registrate nuovamente in seguito per il suo primo album in I've Sound, Hane (羽 -hane-?, Feather), che fu attribuito come suo primo album. La sua prima apparizione sui CD registrati con I've Sound fu sul CD "Dear Feeling" (distribuito solo durante il Comic Market 59) con previous cantante Aki. Kotoko poi apparì su I've Girls Compilation Album Vol.3 "Disintegration", una serie di album con vari brani delle cantanti di I've Sound.
La prima esibizione ufficiale di Kotoko nel Nord America fu il suo debutto americano, che registrò un grande successo, a un concerto all'Anime Expo 2005, presto seguito dal Kotoko Lax Tour. Nel 2009 scrisse la canzone "Screw" per l'live-action movie di Mamoru Oshii Assault Girls. La canzone Ao (Iconoclast) (蒼-Iconoclast?) fu utilizzata come sigla di apertura della versione per console del videogioco Blazblue: Calamity Trigger, e la sua canzone "Hekira no Sora e Izanaedo" fu utilizzata come sigla di apertura per il sequel di BlazBlue, BlazBlue: Continuum Shift. Il suo diciassettesimo singolo "Light My Fire" è scritto da Ryo di Supercell e fu utilizzata come prima sigla di apertura della terza stagione dell'anime Shakugan no Shana, Shakugan no Shana III (Final).

## Discografia
- 2000: Sora o Tobetara (空を飛べたら?)
- 2004: Hane
- 2005: Garasu no Kaze (硝子の靡風?)
- 2006: Uzu-Maki
- 2009: Epsilon no Fune (イプシロンの方舟?)
- 2011: Hiraku Uchū Poketto (ヒラク宇宙ポケット?)

## Apparizioni

### Nord America
- Anime Expo 2005: Anaheim, CA (1–4 luglio 2005)
  - Anaheim Convention Center
- Anime North 2006: Toronto, Ontario, Canada (26–28 maggio 2006)
  - Toronto Congress Centre, Doubletree International Plaza Hotel
- YTV 2006: Toronto, Ontario, Canada (26 maggio 2006)
  - YTV Studios
- A-Kon 2006: Dallas, TX (9–11 giugno 2006)
  - Adam's Mark Hotel
- Animazement 2012: Raleigh, NC (25–27 maggio 2012)
  - Raleigh Convention Center